# 桂夏丸
桂 夏丸（かつら なつまる、本名：阿倍 清彦、1984年8月15日 - ）は、群馬県吾妻郡吾妻町（現・東吾妻町）出身、落語芸術協会所属の噺家、俳人。出囃子は『あゝそれなのに』。

## 人物と芸風
父は根付作家、母は声楽家。小学生の頃から落語と俳句に熱中して東京まで寄席通いを続け、群馬県立渋川青翠高等学校2年生の時に桂幸丸に弟子入りを許され、自宅で稽古を付けて貰うようになる。
2003年（平成15年）3月、卒業と同時に正式入門、桂夏丸の名で前座。2007年（平成19年）9月1日二ツ目昇進。四代目桂米丸一門伝統の新作落語で研鑚中。
実力派の若手俳人としても評価が高く、高校在学中の2002年度上毛新聞社主催『上毛ジュニア俳壇』にて最優秀賞。翌2003年には『上毛ジュニア文学賞特別賞』受賞。
2018年（平成30年）5月新宿末廣亭上席より、真打に昇進した。
桂小すみとともにユニット「サマスモ」を結成している。

## 弟子

### 前座
- 桂あま夏[2]